# همیلتون (اسکاتلند)
همیلتون (به انگلیسی: Hamilton, South Lanarkshire یک شهرک در اسکاتلند است که در لانارکشر جنوبی واقع شده‌است.

## خصوصیات
همیلتون ۴۸٬۵۴۶ نفر جمعیت دارد.